# David Mumford
David Bryant Mumford (11 de junho de 1937) é um matemático americano, conhecido por seu trabalho em geometria algébrica e sua pesquisa em visão computacional e teoria de padrões. Recebeu a Medalha Fields e foi um MacArthur Fellow. É atualmente professor na Divisão de Matemática Aplicada da Universidade Brown, tendo previamente uma longa carreira acadêmica na Universidade Harvard.